# 有地隆信
有地 隆信（あるじ たかのぶ）は、戦国時代の武士。備後国芦田郡有地の有地城主。毛利氏の家臣。

## 生涯
備後国に大きな勢力を有していた宮氏の出身で、後に在名から「有地」の名字を名乗ったとされ、諱の「隆」の字は大内義隆から偏諱を受けたものとみられる。現在の広島県福山市芦田町上有地の大谷の標高262mの山頂部に大谷城を築いた。現在でも山頂に曲輪跡や土塁、祠、拝殿、本丸跡が残る。
『閥閲録』巻83「有地右衛門」に収録された有地氏の家譜によると、隆信の嫡男・正信の代に有地氏に伝わる文書が焼失したとされ、有地隆信の経歴はよくわかっていない。
そのため、弘治3年（1557年）2月2日付けで毛利元就・隆元父子と毛利氏に属する備後国の諸領主が連名で乱暴狼藉を行った兵に対する処罰や勝手な陣払いの禁止を誓約した傘連判状形式の起請文案に「有地刑部少輔隆信」と署名していることが文献史料における有地氏の初見である。
嫡男の正信が隆信の後を継ぎ、四男・元昌は小早川隆景の家臣となった。また、永禄4年（1561年）の『毛利元就・隆元父子雄高山行向留日記』に登場する有地少輔五郎も隆信の子と考えられている。